# Adrian Petringenaru
Adrian Petringenaru (n. 19 octombrie 1933, București – d. 29 mai 1989, București) a fost un regizor român.

## Biografie
În 1969 a absolvit Institutul de Arte Plastice „Nicolae Grigorescu” - secția Istoria și teoria artei. În 1983 a publicat la editura Meridiane volumul Imagine și simbol la Brâncuși.

## Filmografie

### Regizor de filme artistice
- Tudor (1963) – asistent de regie
- Tatăl risipitor (1974)
- Cale lungă (1976)
- Rug și flacără (și scenarist, 1980)
- Femeia din Ursa Mare (1982)
- Cireșarii (1984)
- Aripi de zăpadă (și coscenarist, 1985)
- Cetatea ascunsă (1987) (și coscenarist, 1987)
- Există joi? (1988)

### Regizor de filme de animație
- Brezaia (1968)
- În pădurea lui lon (1970)
- Bizanț după Bizanț (1971)
- Cale lungă (1976)
- Traian și Decebal (1977)
- Legenda (1978)
- Finala (1981)
- Banchetul armelor (1984)
- Perpetua renaștere (1985)
- Comoara din vis (1988)

### Regizor de filme documentare
- Cornel Medrea (1965) – despre Cornel Medrea
- 6000 de ani de artă (1966)
- Pași spre Brâncuși (1966)
- Monumentele capitalei (1974)

### Actor
- Tudor (1963)